# Watts Mills
Watts Mills est une census-designated place située dans le comté de Laurens, dans l’État de Caroline du Sud, aux États-Unis. Lors du recensement de 2020, elle comptait 1 654 habitants.